# أبو مايغا
أبو غاريغا مايغا Abou Maiga، من مواليد 20 سبتمبر 1985 في ألاهي في بنين، لاعب كرة قدم بنيني.
بدأ مسيرته الكروية مع نادي روكونس دي أتلانتيك في موسم 2003/2004، ومنذ عام 2004 وهو يلعب مع نادي سيرتيل الفرنسي، وفي موسم 2006/2007 أعير إلى نادي لوهانس سيسو الفرنسي، ولعب معهم 25 مباراة وسجل 5 أهداف.
و هو يلعب مع منتخب بنين لكرة القدم منذ عام 2004.

## روابط خارجية
- أبو مايغا على موقع قاعدة بيانات كرة القدم.إي يو (الإنجليزية)
- أبو مايغا على موقع ناشيونال فوتبول تيمز (الإنجليزية)
- أبو مايغا على موقع Soccerway.com (الإنجليزية)
- أبو مايغا على موقع كووورة